# Второй взгляд
Второй взгляд (оценка) — это невербальная коммуникация, при которой второй взгляд бросается на что-то с выраженной физической реакцией, такой как шок, восхищение или изумление.
В терминах театрального искусства «оценка» — это физическая реакция персонажа на увиденное им. Комические персонажи часто бросают второй взгляд из-за абсурдного мира, в котором они действуют. Зрители комедии часто ставятся в аналогичное положение, чтобы у них было мгновение для осмысления комического. При правильном тайминге второй взгляд редко не вызывает смеха . Второй взгляд, вероятно, был в репертуаре комиков на протяжении веков, этот термин широко используется по крайней мере с 1940-х годов.